# 1992年冬季奥林匹克运动会短道速滑比赛
1992年冬季奧林匹克運動會短道速滑比賽于1992年2月18日-1992年2月22日在法国阿尔贝维尔奥林匹克冰馆舉行，該屆比賽共設4個小項，共有來自16個代表團的86名選手參加。

## 奖牌榜
*   主办国家/地区（法国）
| 排名                | 代表团              | 金牌 | 銀牌 | 銅牌 | 总计 |
| ------------------- | ------------------- | ---- | ---- | ---- | ---- |
| 1                   | 韩国（KOR）         | 2    | 0    | 1    | 3    |
| 2                   | 加拿大（CAN）       | 1    | 2    | 0    | 3    |
| 3                   | 美国（USA）         | 1    | 1    | 0    | 2    |
| 4                   | 中国（CHN）         | 0    | 1    | 0    | 1    |
| 5                   | 独联体（EUN）       | 0    | 0    | 1    | 1    |
| 5                   | 日本（JPN）         | 0    | 0    | 1    | 1    |
| 5                   | 朝鲜（PRK）         | 0    | 0    | 1    | 1    |
| 总计（共7个代表团） | 总计（共7个代表团） | 4    | 4    | 4    | 12   |

## 奖牌得主

### 男子
| 項目                | 金牌                                            | 金牌    | 银牌                                                                                          | 银牌    | 铜牌                                                  | 铜牌    |
| 1000米 （詳細）     | 金琪焄 · 韩国（KOR）                            | 1:30.76 | 弗雷德里克·布莱克本 · 加拿大（CAN）                                                           | 1:31.11 | 李准镐 · 韩国（KOR）                                  | 1:31.16 |
| 5000米接力 （詳細） | 韩国（KOR） · 宋在根 · 金琪焄 · 李准镐 · 牟智洙 | 7:14.02 | 加拿大（CAN） · 马克·拉基 · 弗雷德里克·布莱克本 · 米歇尔·戴尼奥 · 洛朗·戴尼奥 · 西尔万·加尼翁 | 7:14.06 | 日本（JPN） · 赤坂雄一 · 石原辰义 · 河合季信 · 川崎努 | 7:18.18 |

### 女子
| 項目                | 金牌                                                                        | 金牌    | 银牌                                                                  | 银牌    | 铜牌                                                                                            | 铜牌    |
| 500米 （詳細）      | 凯茜·特纳 · 美国（USA）                                                     | 47.04   | 李琰 · 中国（CHN）                                                    | 47.08   | 黄玉石 · 朝鲜（PRK）                                                                            | 47.23   |
| 3000米接力 （詳細） | 加拿大（CAN） · 安热拉·屈特罗纳 · 茜尔维·戴格尔 · 纳塔莉·朗贝尔 · 安妮·佩罗 | 4:36.62 | 美国（USA） · 达茜·多纳尔 · 埃米·彼得森 · 凯茜·特纳 · 妮基·齐格尔迈耶 | 4:39.34 | 独联体（EUN） · 尤利娅·阿拉古洛娃 · 娜塔莉亚·伊萨科娃 · 维多利亚·特洛伊茨卡娅 · 尤利娅·弗拉索娃 | 4:42.69 |